# Кіпішинов Геннадій Юрійович
Генна́дій Ю́рійович Кіпішинов (нар. 14 жовтня 1975 — 20 серпня 2014) — солдат 2-го батальйону спеціального призначення «Донбас» Національної гвардії України, учасник російсько-української війни.

## Життєпис
Народився 1975 року в місті Цюрупинськ. Створив родину; виховували дітей.
В часі війни — старший розвідник, 4-е відділення 1-го взводу 3-ї роти, 2-й батальйон спеціального призначення НГУ «Донбас».
20 серпня 2014 року загинув у бою за місто Іловайськ біля села Грабське Амвросіївського району. Тоді ж полягли Артем Кузяков та Олександр Уткін, Анатолій Ніколенко підірвав себе гранатою.
Похований в Цюрупинську. Вдома залишилися дружина та двоє малолітніх дітей.

## Нагороди та вшанування
За особисту мужність і героїзм, виявлені у захисті державного суверенітету та територіальної цілісності України, вірність військовій присязі під час російсько-української війни нагороджений
- орденом «За мужність» III ступеня (27.11.2014, посмертно).
- Його портрет розміщений на меморіалі «Стіна пам'яті полеглих за Україну» у Києві: секція 3, ряд 3, місце 9
- Вшановується 20 серпня на щоденному ранковому церемоніалі вшанування українських захисників, які загинули цього дня у різні роки внаслідок російської збройної агресії[1]
- «Іловайський Хрест» (посмертно)
- 10 вересня 2015 року в Цюрупинській ЗОШ відкрито меморіальну дошку колишньому Геннадію Кіпішинову.[2]